# Examen (hoorspel)
Examen is een hoorspel van Ben Wolken. De NCRV zond het uit op vrijdag 30 mei 1969. De regisseur was Johan Wolder. De uitzending duurde 61 minuten.

## Rolbezetting
- Carol van Herwijnen (Harry)
- Corry van der Linden (zijn moeder)
- Robert Sobels (zijn vader)
- Hans Dagelet (Antoon)
- Paula Majoor (Nicolet)
- Kommer Kleijn (de rector)

## Inhoud
Harry is een jongen van 18 jaar, die nu in de eindexamenklas gekomen is, maar door een ernstige ziekte ligt hij aan bed gekluisterd en als het laatste schooljaar begint, voelt hij zich ellendiger dan ooit. Hij wordt ongenietbaar voor zichzelf en zijn omgeving, doet niets meer, ligt met half gesloten gordijnen in bed en zit psychisch helemaal aan de grond. Van zijn ouders en van de dokter wordt hij niets wijzer.  Een ongeneeslijk zieke jongen zet zich er uiteindelijk toch voor in om zijn eindexamen te halen. Niemand zegt hem hoe erg het met hem gesteld is, men spreekt in vage bewoordingen over een langzame vooruitgang en een kwestie van geduld hebben…